# Leptozygaena gracilis
Leptozygaena gracilis är en fjärilsart som beskrevs av Jordan 1907. Leptozygaena gracilis ingår i släktet Leptozygaena och familjen bastardsvärmare. Inga underarter finns listade i Catalogue of Life.